# Jost Hermann Glandorf
Jost Hermann Glandorf (bl. 1724–1746) war ein deutschbaltischer Goldschmied in Mitau, der heutigen Stadt Jelgava in Lettland.
In den Sitzungsberichten der Gesellschaft für Geschichte und Altertumskunde der Ostseeprovinzen Russlands und Wilhelm Neumanns Verzeichnis baltischer Goldschmiede wird Glandorf in Mitau für „1724 als Meister genannt, kommt 1737 und 1738 als Pate vor.“

„1. Silberner Klingbeutel mit dem Wappen der Familien Firks und Belir. Bes. luth. Kirche zu Lesten in Kurland. (Mitau, herald. A. Nr. 1708.)
2. Silberner teilvergoldeter Deckelpokal mit Ehewappen Diston-Windhorst, vom Jahre 1746. Bes. Frl. Diston in Mitau. (Mitau, herald. A. Nr. 1711.)“